# Länstrafiken i Jämtlands län
Länstrafiken i Jämtlands län Aktiebolag har på uppdrag av den regionala kollektivtrafikmyndigheten Region Jämtland Härjedalen ansvaret för att samordna, planera, upphandla och marknadsföra kollektivtrafiken i Jämtlands län.

## Bussar
Länstrafiken upphandlar busstrafiken från olika bussbolag.
Till de längre linjerna i länet och till grannlänen hör:
- Linje 40 Örnsköldsvik-Sollefteå-Östersund
- Linje 45 Mora-Sveg-Östersund
- Linje 45 Gällivare-Storuman-Dorotea-Östersund
- Linje 63 Umeå-Dorotea-Östersund
- Linje 142 Hoting-Strömsund-Östersund
- Linje 155 Duved-Åre-Järpen-Östersund
- Linje 162 Höglekardalen-Hallen-Myrviken-Östersund
- Linje 164 Funäsdalen-Östersund
- Linje 425 Gäddede-Lidsjöberg-Strömsund
- Linje 631 Sveg-Vemdalen-Funäsdalen

## Tåg
Tågtrafiken i länet kallas Norrtåg och går Storlien-Östersund-Sundsvall och är upphandlad av Norrtåg AB. Dessutom körs helgturer Östersund-Sveg året runt med Länstrafikens biljetter och ekonomiska stöd. Operatör är Inlandsbanan AB.